# 卡特琳·策特尔
卡特琳·策特尔（德語：Kathrin Zettel，1986年8月5日—），奥地利女子高山滑雪运动员。她曾代表奥地利参加2006年、2010年和2014年冬季奥林匹克运动会高山滑雪比赛，其中2014年冬季奥运会获得一枚铜牌。